# Army Men
Army Men és una sèrie de videojocs fets per The 3DO Company, i posteriorment, Global Star Software. La sèrie es basa en una sèrie de guerres entre quatre conjunts d'exèrcits d'homes de plàstic: el Green, el Tan, el Blue i el Grey. Hi ha dos faccions més, el Red i l'Orange, però en són menys, tot i que hi ha diverses faccions més, gairebé inexistents, el Black, apareix breument, però tampoc va tenir un paper important en la història. Dos faccions més, el Galactic Army i l'Alien Army, que s'introdueixen a Army Men: Toys in Space.

## Jocs
| Títol                                                              | Data de publicació | Plataformes                                             | Informació |
| Army Men                                                           | 1998               | Windows, Game Boy Color                                 | El primer joc de la sèrie, va ser llançat per PC però es va portar a la Game Boy Color. Es famós gràcies als seus fans. |
| Army Men II                                                        | 1999               | Windows, Game Boy Color                                 | És la continuació directa del primer joc. |
| Army Men: Toys in Space                                            | 1999               | Windows                                                 | Aquest joc afegeix dos exèricits, el Space Troops, i els Aliens. |
| Army Men: Air Attack                                               | 1999               | Windows, PlayStation                                    | EL personatge principal d'aquest joc és el pilot de Cavalleria de l'Aire dels Green Air Cavalry amb el nom de Capità William Blade. Aquest joc té 12 missions amb tres helicòpters extra per desbloquejar. Els helicòpters disponibles són el Huey, Chinook, Super Stallion i un Apache. També hi ha tres co-pilots per desbloquejar. Aquests són en "Woodstock", "Rawhide", "Hardcore" i el "Sgt. Hawk". També hi ha el Mr. Yuk Spoof que es pot veure en la cinquena missió. |
| Army Men: Sarge’s Heroes                                           | 1999               | Windows, PlayStation, Nintendo 64, Dreamcast            | És un joc de consola portat a PC i també a la PlayStation. És el primer joc de la sèrie en aparèixer per Nintendo 64 o la Dreamcast. |
| Army Men: Air Tactics                                              | 1999               | Windows                                                 | En aquest títol, el jugador controla el personatge Capità Blade del Green Airborne Cavalry. |
| Army Men 3D                                                        | 1999               | PlayStation                                             | Aquest joc és un remake en 3 dimensions del joc original "Army Men". |
| Army Men: World War                                                | 2000               | Windows, PlayStation                                    | El primer del títol amb World War. |
| Army Men: World War - Land, Sea and Air                            | 2000               | PlayStation                                             | Aquest joc és una continuació del "Army Men: World War". El joc està format de cinc operacions amb tres missions a cada. |
| Army Men: Sarge's Heroes 2                                         | 2000               | PlayStation, PlayStation 2, Game Boy Color, Nintendo 64 | És la continuació del Sarge's Heroes. |
| Army Men: Operation Green                                          | 2001               | Game Boy Advance                                        | En aquest joc, el jugador pren el control d'un soldat genèric dels Green en un món 3-D isomètric. Aquest títol té lloc exclusivament en el Món Plàstic i hi ha diversos vehicles disponibles per a conduir. |
| Army Men: World War - Final Front a vegades anomenat 'Lock N load' | 2001               | PlayStation                                             | El joc té quatre fronts amb tres missions de cada. |
| Army Men: Green Rogue a vegades anomenat 'Omega Soldier'           | 2001               | PlayStation, PlayStation 2                              | Té lloc en el temps de "Sarge's Heroes", el Green Army crea un super soldat amb l'ADN de tots els membres de la Bravo Company. |
| Army Men: Advance                                                  | 2001               | Game Boy Advance                                        | El jugador pot triar entre en Sarge o en Vikki, i pot rebre diversos objectius per ràdio, com agafar homes per l'esquadró, escapar de la presó i entrar en les instal·lacions enemigues. |
| Army Men: Air Attack 2 a vegades anomenat "Blade's Revenge"        | 2001               | PlayStation, PlayStation 2                              | És la continuació del Army Men: Air Attack. Inclou 2 nous helicòpters, el "King Cobra" i el "Osprey", a part del Chinook i l'Apache. |
| Portal Runner                                                      | 2001               | PlayStation 2, Game Boy Color                           | És un spin-off del Sarge's Heroes centrat en Vikki Grimm i Bridgette Bleu. |
| Amy Men World War: Team Assault                                    | 2002               | PlayStation                                             | El últim joc publicar en la sèrie World War i el últim per la PlayStation. |
| Army Men: Air Combat The Elite Missions                            | 2003               | Nintendo GameCube                                       | The Final game in the air combat series gave gamers the same experience from the N64 original with upgraded features, graphics, and new levels. |
| Army Men: RTS                                                      | 2002               | Windows, PlayStation 2, Nintendo GameCube               | Aquest va ser un dels últims títols d'Army Men amb The 3DO Company. Aquest joc d'Army Men és un joc d'estratègia en 3D en temps real. |
| Army Men: Turf Wars                                                | 2002               | Game Boy Advance                                        | El Tan Army ha cridat l'atenció una vegada més i s'ha fet càrrec d'una base dels Green Army. |
| Army Men: Sarge's War                                              | 2004               | Windows, PlayStation 2, Xbox, Nintendo GameCube         | |
| Army Men: Major Malfunction                                        | 2006               | PlayStation 2, Xbox                                     | Major Malfunction va ser publicat per Global Software. |
| Army Men: Soldiers of Misfortune                                   | 2008               | PlayStation 2, Wii, Nintendo DS                         | Soldiers of Misfortune és el últim joc de la sèrie, publicat per Destination Software, Inc. |